# Pavel Dybenko

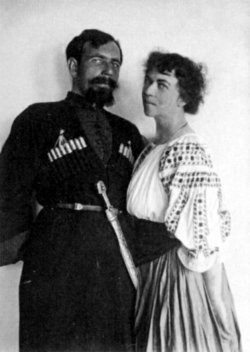
Pavlo et Alexandra Kollontaï.

Pavel Iefimovitch Dybenko (en ukrainien : Павло Юхимович Дибенко, en russe : Павел Ефимович Дыбенко), né le 16 février 1889 (28 février dans le calendrier grégorien) à Novozybkov et mort exécuté le 29 juillet 1938 à Kommounarka, est un révolutionnaire russe et un officier soviétique.

## Biographie
Pavel Dybenko est né d'une famille de paysans ukrainiens dans le village de Lyudkovo (situé sur l'actuel territoire de la ville de Novozybkov dans l'oblast de Briansk). Il se déplace à Riga pour travailler en tant que docker. En novembre 1911, il rejoint la flotte de la Baltique, puis, en 1912, il adhère au parti bolchevique.
Après la révolution d'Octobre, il est chargé au sein du Conseil des commissaires du peuple des affaires navales. Il est le compagnon d'Alexandra Kollontaï de 1917 à 1922. Bien qu'il ait été membre de l'équipage du Petropavlovsk, il participe à la direction de l'assaut des bolcheviques contre la Commune de Cronstadt en 1921. Après la guerre civile, il est décoré de l'Ordre du Drapeau rouge pour ses actes militaires. En 1922, Dybenko est nommé commandant d'un corps de l'Armée rouge.
Au cours des années 1930, Dybenko devient membre du Soviet suprême de l'URSS.
Dans le cadre des Grandes Purges, il dirige personnellement l'« épuration » dans le district militaire de Léningrad en 1936-1937. En juin 1937, il participe, en tant que juge, au procès des officiers généraux de l’Armée rouge (appelé le « groupe Toukhatchevski »). Dybenko fait ensuite partie des officiers purgés du Parti communiste de l'Union soviétique en 1938. Il est accusé de corruption, de comportement immoral, ainsi que d'espionnage au profit des États-Unis. Il est condamné à mort et fusillé.
Vingt ans plus tard, Dybenko est réhabilité par Nikita Khrouchtchev.

## Source
- (en) Cet article est partiellement ou en totalité issu de l’article de Wikipédia en anglais intitulé « Pavel Dybenko » (voir la liste des auteurs).